# Григорян Баграт Ашотович
Баграт Ашотович Григорян (вірм. Բագրատ Աշոտի Գրիգորյան, 4 березня 1939, Єреван, Вірменська РСР — 21 вересня 1992, Єреван, Республіка Вірменія) — вірменський художник.

## Біографія
Баграт Григорян народився 1939 року в Єревані.
- 1957 — закінчив художню школу імені С. Меркурова. Навчався в А. Ананікяна і С. Мірзояна (Ленінакан).
- 1960-63 — навчався в художньому училищі імені Ф. Терлемезяна (Єреван).
- 1967 — закінчив Єреванський художньо-театральний інститут.
- 1992 — помер в Єревані.

## Виставки
- 1965, 1966, 1968, 1969 — учасник молодіжних виставок.
- 1970 — ілюстрував книги і журнали.
- 1971 — перша персональна виставка, після якої його звинуватили в інакодумстві і заборонили подальшу виставкову діяльність.
- 1972, 1975 — йому вдається однією роботою брати участь у групових виставках.
- 1977, 1979 — трьома роботами бере участь у виставках (Франція, Естонія).
- 1978-85 — виставляється в галереї «Басмаджян» (Париж). Після персональної виставки в Лос-Анджелесі, його роботи демонструвалися в НДР, ФРН, Чехословаччини, Югославії, Угорщині, Болгарії, Італії, Голландії, Данії, Австрії, Польщі, Португалії, Монголії, Ірані, Аргентині, Канаді, Лівані, Росії.
- 1991 — був запрошений в Бейрут для здійснення викладацької діяльності у вищій школі «Торос Рослин».
- 1992 — персональна виставка в Антіліасі (передмістя Бейрута).
- 1996 — посмертна персональна виставка (40 робіт, НГА, Єреван). Роботи знаходяться в Музеї сучасного мистецтва (Єреван), Національної галереї Вірменії (Єреван), Третьяковській галереї (Москва), в численних зарубіжних приватних колекціях і галереях.